# 4호 구축전차
162번 특수목적차량 4호 구축전차(독일어: Jagdpanzer IV, Sd.Kfz. 162)는 4호 전차 차체를 기반으로 제작된 세 가지 파생형 구축전차다. 포곽 형식의 포탑이 없는 야크트판처식 설계를 따랐으며, 기갑병 총감 하인츠 구데리안의 반대에도 불구하고, 3호 돌격포를 대체하기 위해 개발되었다. 구데리안은 필요가 없다고 보고 반대했으며, 구데리안은 3호 돌격포와 4호 돌격포가 충분히 제 역할을 하고 있으므로, 4호 전차 생산에 필요한 자원을 분산시킬 뿐이라고 생각했다.
공식적으로는, 48구경장을 장비한 차량만이 4호 구축전차로 불린다. 70구경장을 장비한 차량은 4호 전차 L/70으로 불린다. 이 항목에서는, 두 가지 모두 통칭해서 4호 구축전차라고 부르도록 한다. (파생형과 현존 차량 절을 제외)

## 개발
스탈린그라드 전투 후, 1942년 9월 독일군의 무기국 바펜암트 (Waffenamt)은 공격 무기의 새 기준을 내걸었다. 전면 장갑 100mm, 측면 장갑 40~50mm, 광폭 궤도, 차저고 50cm, 최고 속도 26 km/h, 그리고 발사 위치가 최대한 낮을 것. 이 새 판처야거 (구축전차) 은 판터와 같은 7.5cm Pak 42 L/70 포가 장착되는 것을 의도하고 설계되었다. 처음에는 새 차체가 계획되었지만, 실제로는 4호전차의 차체가 사용되었다.
이전에 작은 차체에 큰 포를 장착하려는 노력은 마르더 3 시리즈나 3호 돌격포 등을 낳았다. 마르더 3 시리즈는 차고가 높고 승무원실이 개방되어 있었다. 새 설계안은 낮은 차고와 완전히 차폐된 전투실을 가지고 있었다.
4호 구축전차는 4호 전차 7번 (BW7)을 사용했지만, 거의 수직인 전면 차체 장갑은 경사 장갑판으로 대체되었다. 내부적으로는 새로운 상부 구조물에 따라 배치가 바뀌어, 연료 탱크와 탄약고의 위치가 바뀌었다. 야크트판처는 포탑이 없기 때문에, 4호 전차의 포탑을 움직이던 엔진은 제거되었다.
새 상부 구조물은 80 mm 경사 장갑이었으며, 100 mm 수직 장갑보다 훨씬 큰 방호력을 제공했다. 제작 공정을 최대한 단순하게 하기 위해, 상부 구조물은 서로 맞물리는 판들을 용접하여 만들어졌다.
무장은 7.5 cm 주포로, 원래 Pak 42 L/70이 될 예정이었지만, 수량이 부족해서 구형 7.5 cm Pak 39 L/43 포가 우선 사용되어 선행 양산되었고, 곧이어 7.5 cm Pak 39 L/48이 초기 생산형에 달렸다. 이들은 Pak 42에 비해 짧고 위력도 낮았다.
훨씬 무거운 Pak 42를 장착한다는 것은 4호 구축 전차의 앞부분을 무겁게 한다는 것을 의미했고, 무거운 전면 장갑 때문에 이는 더 심해졌다. 이 덕분에 이들은 기동성이 낮아지고 험지 주파가 좀더 어려워졌고, 승무원들은 이것에 구데리안 엔테 Guderian-Ente ("구데리안의 오리") 라는 별명을 붙였다. 차량 무게 때문에 주행륜의 고무 테두리가 벗겨지는 것을 막기 위해, 일부 후기형에서는 앞에 강철 주행륜을 달기도 했다.
4호 구축전차의 최종 시제품은 1943년 12월에 선보였고 1944년 1월부터 생산이 시작되었다. Pak 39 L/48 장비형은 11월까지 생산되었다. Pak 42 L/70 장비형은 8월에 생산 개시되어 1945년 3/4월까지 계속되었다.
쿠르스크 전투 후 8월 19~22일 경에, 히틀러는 3호 돌격포가 특정 제한 조건과 운용 방법에 따라서 4호 전차보다 더 나은 결과를 냈다는 보고서를 받는다. 따라서 4호 전차 자체는 1944년 말에 생산을 중지하고 4호 구축전차 생산에 집중할 예정이었지만, 4호 전차는 4호 구축전차와 함께 대전이 끝날 때까지 계속 생산되었다.

## 파생형

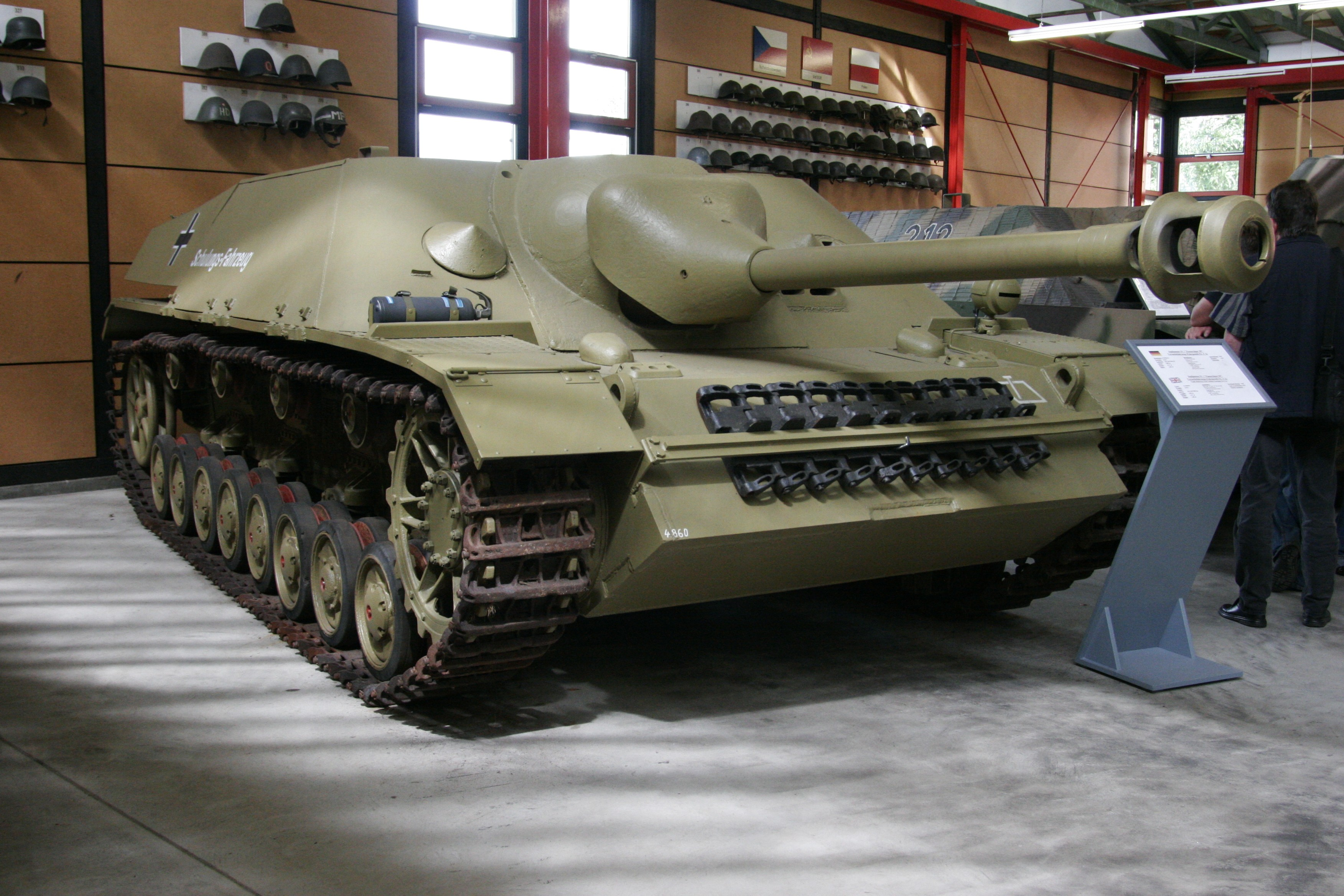
독일 전차 박물관에 있는 0식 선행 양산형 차량

- 4호 구축전차 0 시리즈 (Jagdpanzer IV 0-Serie)

7.5 cm Pak 39 L/43 장비 1943년 12월 이전에 소수가 선행 양산 (0식)된 것으로 추측된다.
- 4호 구축전차 (Sd.Kfz.162 )

7.5 cm Pak 39 L/48을 장비한 것으로 공식 명칭 4호 전차 차대에 7.5 cm Pak L/48을 장비한 신형 돌격포 (Sturmgeschütz neuer Art mit 7.5 cm Pak L/48 auf Fahrgestell PzKpfw IV). 1944년 1월부터 11월 사이에 769 ~ 784대가 생산되었다.
- 4호 전차/70 (V) (Sd.Kfz.162/1 )

Pak 42 L/70를 장비한 두 파생형 중 하나. (V)는 제작사 포마크 (Vomag)를 뜻한다. 가장 많이 생산된 형태로, 1944년 8월부터 1945년 4월까지 930 ~ 940 대 생산되었다.
- 4호 전차/70 (A) (Sd.Kfz.162/1 )

Pak 42 L/70을 장비한 다른 파생형. Pak 42 L/70 장착 차량을 최대한 빨리 전선으로 보내기 위해, 1944년 7월 히틀러는 절충안을 명령했다. "A"는 3호 돌격포 제조사인 알케트 (Alkett)를 의미하는데, 이곳은 자체 설계로 4호 구축전차를 즉시 생산하라는 명령을 받았다. 이 덕분에 이 파생형의 상부 구조물은 원래 4호 전차 차체에 직접 장착되었고, 덕분에 포마크 형에 비해 앞부분의 예리한 각이 없으며 높이도 조금 높다. 1944년 8월부터 1945년 3월까지 278대만 제작되었다. 이 파생형은 츠비셴뢰중 (Zwischenlösung)이라고 불리는데, 직역하면 "절충안"이라는 뜻이다.
모든 파생형마다 사소한 개량과 개선 사항 및 현지 개량형이 있으며, 가장 흔한 것은 사이드스커트 추가 장갑이다.
원래 4호 구축전차의 포에는 소염기가 장착되어 있었지만, 포가 너무 땅에 가까이 있어서 매번 발포할 때마다 먼지 구름이 일어 차량의 위치가 발각되어 버리는 바람에, 많은 승무원들이 야전 개조로 소염기를 제거했다. 후기형에서는 소염기를 생락해 버렸다.
초기 차량에는 자석식 지뢰로부터 차체를 보호하기 위한 침메리트 (zimmerit)가 적용되었지만, 이는 1944년 9월 경부터 중단되었다. 후기 차량은 리턴 롤러를 원래의 4개 대신 3개만 가지고 있으며, 후기 4호 전차 계열의 특징인 쌍열 수직 배기구가 적용되었다. 일부 후기 차량은 양쪽 첫 번째 주행륜이 완전 철제이기도 하다.

## 전투 기록

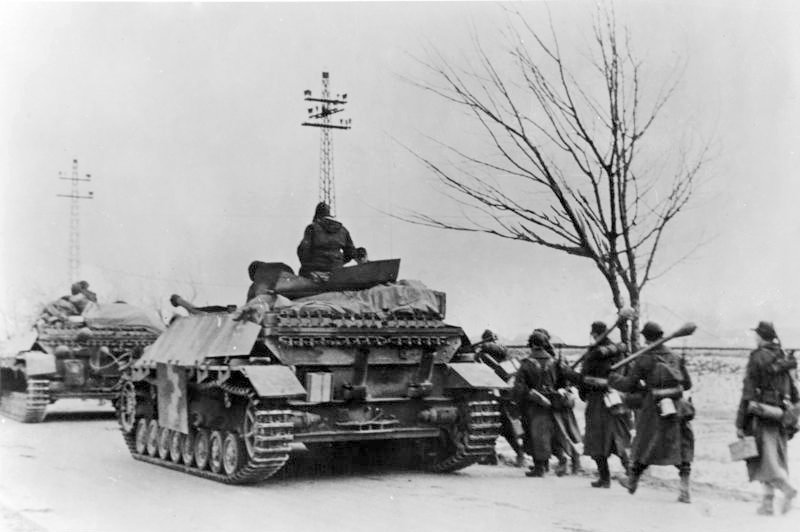
1944년 헝가리에서 보병 지원 중인 4호 구축전차

4호 구축전차는 노르망디 상륙 작전, 벌지 전투, 동부 전선 등에서 활약했다. 매우 성공적인 구축 전차였지만, 대부분의 구축 전차가 그렇듯 자기 역할이 아닌 전차나 돌격포 대용으로 사용될 때는 좋은 효과를 거두지 못했다.
그러나 전쟁 후반이 되면서, 별 다른 수가 없어서 어쩔 수 없이 탱크 대용으로 쓰이는 경우가 많았다.
루마니아는 전쟁이 끝난 후 붉은 군대로부터 4호 구축전차를 몇 대 받았다. 이들은 군사 일람에 공식적으로 TAs T4으로 명명되었고 1950년까지 사용되었다. 1954년에 이르자 모든 독일 장갑 차량은 폐기 처분되었다.
유명한 4호 구축전차 에이스 중에 제12 SS 기갑 사단의 제12SS대전차자주포대대 SS중사 (SS-Oberscharführer) 루돌프 로이 (Rudolf Roy)가 있다. 그는 벨기에의 아르덴느 공세 중에 4호 구축전차 해치를 열고 밖을 감시하던 중 미국 저격병에 의해 사살되었다.
전쟁 후에, 서독은 야크트판처의 개념을 카노넨야크트판처로 이어갔지만, 전후에 고정 포곽을 가진 자주포가 제작된 경우는 별로 없다.

## 생존 차량
4호 구축전차 0식
- 독일 뮌스터의 독일 전차박물관. 이 차량은 둥근 전방 장갑판을 가진 선행양산형이다. 이전에는 프랑스 소뮤르 (Saumur)의 전차 박물관 (Musée des Blindés)에 소장되어 있었다.

4호 구축전차L/48
- 독일 뮌스터의 독일 전차박물관. 60 mm 장갑을 가진 초기형이다. 이 차량은 독일 코플렌츠 (Koblenz)에 있는 WTS에서 대여해온 것으로, 이전에는 메릴랜드 주 애버딘에 있는 미 합중국 육군 군사 박물관 (United States Army Ordnance Museum) 소유였다. 1960년대에 독일로 반환되었다.
- 프랑스 소뮤르의 전차 박물관. 60 mm 장갑을 가진 초기형이다.
- 스위스 툰 (Thun) 탱크 박물관. 80 mm 전방 장갑을 가진 후기형이다.
- 불가리아 군사 지역에 보존된 것. 극초기 L/48형으로, 조종수의 기관총 슬롯이 용접되어 있는 유일한 생존 차량이다. 이것은 불가리아 국경의 방어선 중 일부였다. 2008년 2월에 불가리아 박물관에 보존하거나 민간 수집가에게 판매하기 위해 불가리아 국방부에 의해 회수 명령을 받았다.

4호 전차 L/70 (V)
- 불가리아 소피아의 국립 군사 역사 박물관
- 러시아의 쿠빈카 탱크 박물관 (Kubinka Tank Museum).
- 메릴랜드 주 애버딘의 미 합중국 육군 군사 박물관.
- 켄터키 주 녹스 요새 (Fort Knox)에 위치한 패튼 박물관. 이 차량은 이전에 영국의 슈리븐햄 연구 수집품 (Shrivenham Study Collection) 중 하나였다.
- 캐나다 오타와 주에 위치한 캐나다 전쟁 박물관. 이 차량은 이전에 캐나다의 샤일로 캐나다 군 기지/지역 지원 부대에 있었다.

4호 전차 L/70 후기형 (A)
- 프랑스 소뮤르의 전차 박물관. 이 차량은 1944 ~ 1945년 동안 자유 프랑스 군이 사용했다. 이 차량은 철갑탄 직격으로 인한 피해를 입은 그대로 전시되고 있다.